# Rivière Windigo Nord-Ouest
Rivière Windigo Nord-Ouest är ett vattendrag i Kanada.   Det ligger i provinsen Québec, i den östra delen av landet, 400 km nordost om huvudstaden Ottawa.
I omgivningarna runt Rivière Windigo Nord-Ouest växer i huvudsak blandskog. Trakten runt Rivière Windigo Nord-Ouest är nära nog obefolkad, med mindre än två invånare per kvadratkilometer.